# NGC 5266
NGC 5266 é uma galáxia elíptica (E-S0) localizada na direcção da constelação de Centaurus. Possui uma declinação de -48° 10' 09" e uma ascensão recta de 13 horas, 43 minutos e 01,8 segundos.
A galáxia NGC 5266 foi descoberta em 1 de Julho de 1834 por John Herschel.